# Liste du doyen
La liste du doyen (également honneur du doyen ou tableau d'honneur) est une distinction académique utilisée pour reconnaître le niveau d'aptitude le plus élevé démontré par les étudiants d'une université. Il ne doit pas être confondu avec le diplôme.
Ce système est le plus souvent utilisé en Amérique du Nord, bien que des institutions en Europe, en Asie et en Australie puissent également avoir des distinctions similaires.